# ポイント・クルーズ (護衛空母)
|           |                                                                           |
| 艦歴      |                                                                           |
| 発注:     |                                                                           |
| 起工:     | 1944年12月4日                                                             |
| 進水:     | 1945年5月18日                                                             |
| 就役:     | 1945年10月16日 1951年7月26日 1965年8月23日                                |
| 退役:     | 1947年6月30日 1956年8月31日 11969年10月16日                               |
| 除籍:     | 1970年9月15日                                                             |
| その後:   | 1971年にスクラップ                                                        |
| 性能諸元  |                                                                           |
| 排水量:   | 11,373トン(基準)                                                          |
| 全長:     | 169.9m                                                                    |
| 全幅:     | 32.05m                                                                    |
| 吃水:     | 8.5m                                                                      |
| 機関:     | 4基筒蒸気タービン×2基 スクリュープロペラ×2軸                              |
| 最大速:   | 19ノット                                                                  |
| 航続距離: |                                                                           |
| 乗員:     | 士官、兵員1,066名                                                         |
| 兵装:     | 38口径5インチ単装砲 2基 40mm4連装機銃 3基 40mm連装機銃 12基 20mm機銃 20基 |
| 搭載機:   | 戦闘機×18機 艦上攻撃機×12機                                               |

ポイント・クルーズ (USS Point Cruz, CVE-119) は、アメリカ海軍の護衛空母。コメンスメント・ベイ級航空母艦の15番艦。

## 艦歴
当初はトロセデロ・ベイ (Trocadero Bay) の艦名であったが、1944年6月5日にポイント・クルーズに改名された。1944年12月4日にワシントン州タコマのトッド造船所で起工し、1945年5月18日にアール・R・デロング夫人によって進水し、1945年10月16日にD・T・デイ艦長の指揮下就役した。
海軍への引き渡し及び整調後に、ポイント・クルーズは1945年10月から1946年3月まで西海岸沖でパイロットの訓練を行う。その後西太平洋の前線基地に航空機を輸送する。1947年3月3日にピュージェット・サウンド海軍工廠入りし不活性化され、1947年6月30日に退役、ワシントン州ブレマートンの太平洋予備役艦隊入りする。
朝鮮戦争が始まるとポイント・クルーズは1951年7月26日にホレース・バターフィールド艦長の指揮下再就役し、対潜水艦戦用の広範囲なオーバーホール及び沿岸での作戦活動の後、アメリカ合衆国本土を1953年1月4日に離れる。
長崎県の佐世保を拠点として、ポイント・クルーズは1953年春に韓国沿岸の哨戒を行う。休戦協定が成立すると、艦載ヘリコプター部隊はオペレーション・プラットフォームに参加、捕虜交換監督のためのインド軍部隊を板門店に空輸した。
1953年12月後半にポイント・クルーズはサンディエゴに帰港し、訓練及びオーバーホールの後1954年の春にジョン・T・ヘイワード艦長の指揮下再び西太平洋に展開する。1954年5月にフレデリック・J・ブラッシュ艦長が着任し、ポイント・クルーズは極東地域でジェームズ・S・ラッセル少将指揮下の第17空母部隊の指揮艦の任を果たした。
艦は1954年11月にサンディエゴへ帰港し、1955年8月24日に再び展開した。太平洋で第7艦隊の一部として、ポイント・クルーズは第15空母部隊の旗艦となった。1956年1月31日に横須賀を出航しカリフォルニア州ロングビーチに到着、2月前半にピュージェット・サウンド海軍工廠で不活性化が行われ、1956年8月31日に退役、ワシントン州ブレマートンの太平洋予備役艦隊入りする。予備役艦艇として保管中の1957年5月17日に AKV-19（貨物航空機運搬艦）に艦種変更される。
ポイント・クルーズは1965年8月23日に再就役し、海上輸送司令部 (Military Sea Transportation Service, MSTS) へ転籍、USNS Point Cruz (T-AKV-19) へ船体番号が変更された。ポイント・クルーズは航空機輸送艦として東南アジアで後方支援を担当した。